# Лоретта Лін
Лоретта Лін, уроджена Лоретта Веб (англ. Loretta Webb; нар. 14 квітня 1932, Бутчер-Холлоу, Кентуккі, США — 4 вересня 2022) — американська кантрі-співачка, авторка-виконавиця, авторка пісень, письменниця й акторка. Її музична кар'єра включає майже 60 років та безліч альбомів із золотою сертифікацією. Відома такими хітами, як «You Ain't Woman Enough (To Take My Man)», «Don't Come Home A' Drinkin' (With Lovin' on Your Mind)», «One's on the Way», «Fist City», «Coal Miner's Daughter». У 1980 вийшов її біографічний фільм під назвою Coal Miner's Daughter. Свій дебютний студійний альбом випустила у грудні 1963 року: «Loretta Lynn Sings».

## Життєпис
У 15-річному віці, 10 січня 1948, Лоретта одружилася з 21-річним Олівером Ліном, з яким покинула штат Кентуккі та переїхала до Кастера у штаті Вашингтон, будучи на сьомому місяці вагітності.
Лоретта народила від Олівера шістьох дітей:
- Бетті Сью Лін (26 листопада 1948 – 29 липня 2013)[11][12]
- Джек Бенні Лін (7 грудня 1949 – 24 липня 1984)[12][13]
- Клара Мері «Сісі» Лін (народилася 1952)
- Ернест Рей «Ерні» Лін (народився 1954)
- Пеггі Джин та Патсі Ейлін Лін (народилися 1964; сестри-двійнята, названі на честь сестри Лоретти, Пеггі Сью Райт, та її близької подруги, Петсі Клайн).

Син Лін, Джек Бенні, помер 22 липня 1984 у 34-річному віці, намагаючись перейти вбрід Дак-Рівер на сімейному ранчо в Теннессі. У 2013 дочка Лін, Бетті Сью, померла у 64-річному віці від емфіземи поблизу ранчо Лоретти. Через два роки після народження двійні Пеггі та Патсі Лін стала бабусею у 34-річному віці. Станом на серпень 2017 вона має 27 внуків та 16 правнуків.
У шлюбі з Олівером Лоретта провела майже 50 років, поки Олівер Лін не помер у 1996 у 69-річному віці.
У 2002 Лоретта написала в автобіографії Still Woman Enough та сказала під час інтерв'ю із CBS News, що їй було відомо про численні подружні зради з боку чоловіка, а також те, що одного разу він покинув її під час пологів. Вони часто сварилися і билися, але Лоретта сказала, що «він ні разу не вдарив мене так, аби я не вдарила його двічі».

## Дискографія
Студійні альбоми
- Loretta Lynn Sings (1963)
- Before I'm Over You (1964)
- Songs from My Heart... (1965)
- Blue Kentucky Girl (1965)
- Mr. and Mrs. Used to Be (із Ernest Tubb) (1965)
- Hymns (1965)
- I Like 'Em Country (1966)
- You Ain't Woman Enough (1966)
- Country Christmas (1966)
- Don't Come Home a Drinkin' (With Lovin' on Your Mind) (1967)
- Singin' Again (із Ernest Tubb) (1967)
- Singin' with Feelin' (1967)
- Who Says God Is Dead! (1968)
- Fist City (1968)
- Here's Loretta Lynn (1968)
- Your Squaw Is on the Warpath (1969)
- If We Put Our Heads Together (із Ernest Tubb) (1969)
- Woman of the World/To Make a Man (1969)
- Wings Upon Your Horns (1970)
- Coal Miner's Daughter (1970)
- We Only Make Believe (із Conway Twitty) (1971)
- I Wanna Be Free (1971)
- You're Lookin' at Country (1971)
- Lead Me On (із Conway Twitty) (1972)
- One's on the Way (1972)
- God Bless America Again (1972)
- Here I Am Again (1972)
- Entertainer of the Year (1973)
- Louisiana Woman, Mississippi Man (із Conway Twitty) (1973)
- Love Is the Foundation (1973)
- Country Partners (із Conway Twitty) (1974)
- They Don't Make 'Em Like My Daddy (1974)
- Back to the Country (1975)
- Feelins' (із Conway Twitty) (1975)
- Home (1975)
- When the Tingle Becomes a Chill (1976)
- United Talent (із Conway Twitty) (1976)
- Somebody Somewhere (1976)
- I Remember Patsy (1977)
- Dynamic Duo (із Conway Twitty) (1977)
- Out of My Head and Back in My Bed (1978)
- Honky Tonk Heroes (із Conway Twitty) (1978)
- We've Come a Long Way, Baby (1979)
- Diamond Duet (із Conway Twitty) (1979)
- Loretta (1980)
- Lookin' Good (1980)
- Two's a Party (із Conway Twitty) (1981)
- I Lie (1981)
- Making Love from Memory (1982)
- Lyin', Cheatin', Woman Chasin', Honky Tonkin', Whiskey Drinkin' You (1983)
- Just a Woman (1985)
- Who Was That Stranger (1988)
- Honky Tonk Angels (із Доллі Партон & Tammy Wynette) (1993)
- Making More Memories (1994)
- All Time Gospel Favorites (1997)
- Still Country (2000)
- Van Lear Rose (2004)
- Full Circle (2016)
- White Christmas Blue (2016)
- Wouldn't It Be Great (2018)